# Cima d'Asta
Cima d'Asta (2847 m n. m.) je hora ve Fleimstalských Alpách v severní Itálii. Nachází se v oblasti Tridentsko-Horní Adiže severovýchodně od obce Borgo Valsugana. Na úpatí hory se rozkládá jezero Lago di Cima d'Asta. Cima d’Asta je nejvyšším bodem Fleimstálských Alp. Jako první stanul na vrcholu v roce 1906 Pompeo Tomaselli.